# Ketevan Geladze
Ketevan Geladze ("Ekaterina" em russo, e familiarmente conhecida como "Keke") (georgiano: ქეთევან გელაძე; 5 de fevereiro de 1858 – Tbilisi, República Socialista Soviética da Geórgia, União Soviética, 4 de junho de 1937) foi a mãe do revolucionário soviético Josef Stalin.
Nascida em uma família de servos cristãos ortodoxos georgianos em Gambareuli, Rússia Imperial (atual Geórgia), em 1858. Seu pai, Glakh Geladze, foi um ceramista que morreu jovem e a família sempre foi pobre, mas de alguma forma a sua mãe Melania (née Homezurashvili [carece de fontes?]) assegurou que Keke aprendesse a ler e escrever.
Aos 17 anos, conheceu e se casou com Besarion Jughashvili. Seus dois primeiros filhos morreram logo após o nascimento: Mikhail em 1876, e no ano seguinte Georgy, de sarampo.. Seu terceiro filho (e último filho), Josef, nasceu em 18 de dezembro de 1878 e sobreviveu. Apelidado de "Soso", Josef cresceu em um lar violento: seu pai ("Beso") foi um bêbado incessante e batia nele e em sua mãe com frequência. Uma vez, Josef foi espancado tão duramente que urinou sangue por pouco mais de uma semana.  Quando atacava Yekaterina, ocasionalmente ela se defendia. Certa vez, Josef, encharcado de sangue, correu para Davrichewy, chefe da polícia de Gori gritando: "Ajuda! Venha depressa! Ele está matando minha mãe!" Josef chegou até mesmo a atirar uma faca em seu pai ao defender sua mãe. Antes de completar 10 anos, Beso deixou a casa da família (algumas fontes dizem que ele foi expulso por sua esposa). Para sustentar a si e seu filho, Keke assumiu qualquer trabalho braçal disponível; principalmente trabalhos domésticos, costura e lavagem.  Tiveram nove casas na próxima década. Retornou uma vez, quando Beso prometeu melhorar, mas logo foi viver com o padre Charkviani.
Keke frequentemente trabalhava em casas de ricos comerciantes judeus em Gori, e às vezes levava seu filho junto. Ela fazia trabalhos domésticos para Davrichewy, lavava para Egnatachvíli (padrinho de seu casamento) com quem ela pode ter tido um caso. Ela finalmente se estabeleceu em uma loja de costura, onde trabalhou por 17 anos.  Josef teria sido uma criança inteligente e foi acolhido por alguns chefes de família, incluindo David Pismamedov que incentivou o jovem Stalin a estudar, e deu-lhe dinheiro e livros para ler. Os filhos de Tcharkviani ensinaram o russo a Josef.
A ambição de sua mãe era que Josef tornasse um bispo, e de alguma forma ela acumulou dinheiro suficiente para a sua educação, talvez com a ajuda de Pismamedov. Em 1888, ela conseguiu matricula-lo na Escola da Igreja de Gori e, mais tarde, com o incentivo de sua mãe, ele obteve uma bolsa de estudos para o Seminário Teológico de Tiflis, uma instituição ortodoxa georgiana, que frequentou partir de dezesseis anos de idade. Em 1890, o pai de Josef o raptou depois de um grave acidente de rua e o fez trabalhar na fábrica de sapatos. Sua mãe horrorizada lutou desesperadamente para mandá-lo de volta para a escola, apelando a todos os seus amigos e até mesmo ao Exarca da Igreja Georgiana. Keke então lavava para o presidente do conselho da escola, com um salário de 10 rublos por mês. Ela ficou tão irritada com Josef quando ele foi expulso do seminário, que ele se escondeu fora de Gori por um tempo; os amigos lhe traziam comida .
Mais tarde, quando Stalin conseguiu destaque no regime comunista na década de 1920, ele instalou a sua mãe em um palácio no Cáucaso, anteriormente utilizado pelo vice-rei do czar. Lá, ela teria ocupado apenas um pequeno quarto de onde escrevia cartas frequentes (em georgiano - ela nunca conseguiu aprender bem o russo) a seu filho e sua nora Nadezhda Alliluyeva.
Stalin visitava sua mãe muito raramente após a Revolução. Beria assumiu a responsabilidade pelo seu cuidado  N. Kipshidze, um médico que tratou de Keke em sua velhice, lembrou que Stalin perguntou à sua mãe em um destes encontros: "Por que você me batia tão duramente?", "É por isso que você saiu tão bem.", Keke respondeu. Em retorno, sua mãe perguntou-lhe: "Josef - o que exatamente você é agora?" "Você se lembra do czar? Bem, eu sou como um czar", respondeu Stalin. "Você teria feito melhor se tivesse se tornado um padre." foi a réplica de sua mãe. Morreu em 13 de maio de 1937. Está sepultada no Pantheon de Mtatsminda.